# Wężolot zwyczajny
Wężolot zwyczajny, nadobnik ozdobny (Chrysopelea ornata) – gatunek węża z rodziny połozowatych (Colubridae).

## Występowanie
Występuje w Azji Południowej i Południowo-Wschodniej oraz w południowej części Azji Wschodniej – w Indiach, Sri Lance, Nepalu, Bhutanie, Bangladeszu, Mjanmie, Kambodży, Tajlandii, Laosie, Malezji, Wietnamie oraz w południowych Chinach i na Filipinach. Stwierdzenia z Indonezji dotyczą Chrysopelea paradisi. Przede wszystkim zamieszkuje lasy deszczowe, ale często jest spotykany na terenach rolniczych oraz plantacjach. Występuje na obszarach do 1300 m n.p.m. Zamieszkuje strefę, gdzie temperatury są zawsze dodatnie.

## Wygląd
Długość ciała osiąga od 100 do 130 cm. Mocno umięśnione ciało ma zielony kolor, a czarne brzegi łusek tworzą na nim charakterystyczny wzór. Duża głowa wyraźnie oddziela się od reszty ciała, a po jej bokach znajdują się duże oczy. Długi język jest głęboko rozwidlony. Specyficzna budowa ciała umożliwia przemieszczanie się w powietrzu tak zwanym lotem ślizgowym.

## Rozwój i pokarm
Inkubacja trwa 3 miesiące. Samica składa od 6 do 14 jaj. Nadobnik żywi się głównie ptakami, myszami, płazami oraz jaszczurkami.

## Zachowanie
Zagrożony, rzuca się z drzewa lotem ślizgowym, szeroko rozszerzając żebra, przez co powierzchnia brzucha staje się wklęsła.

## Pozostałe
- Jad nadobnika jest niegroźny dla człowieka.
- Nadobnik ozdobny po angielsku nazywany jest „złotym wężem nadrzewnym”.
- Nie zaobserwowano rytuału godowego u nadobników.
- Węże latające zwane są także wężami rajskimi lub nadobnikami.